# NGC 2665
NGC 2665 (również PGC 24634 lub UGCA 144) – galaktyka spiralna z poprzeczką (SBa), znajdująca się w gwiazdozbiorze Hydry. Odkrył ją w roku 1886 Frank Muller.